# Esrum Å
Esrum Å est un fleuve côtier situé dans la région du Seeland. Sa longueur est d'environ 10 km.

## Géographie
Le cours d'eau Esrum Å est l'émissaire du lac Esrum. Il traverse la municipalité de Gribskov et longe l'abbaye d'Esrum et le bourg d'Esrum avant d'atteindre la Mer du Nord et le détroit de Cattégat. 
Au début du XIXe siècle, entre 1802 et 1805, un canal fut creusé le long de la rivière Esrum Å, avec l'aménagement d'un chemin de halage afin de transporter plus rapidement des ravitaillement en raison des guerres napoléoniennes.
Le long de la rivière Esrum Å poussent la cardamine, la populage des marais et les iris jaunes.

## Liens externes

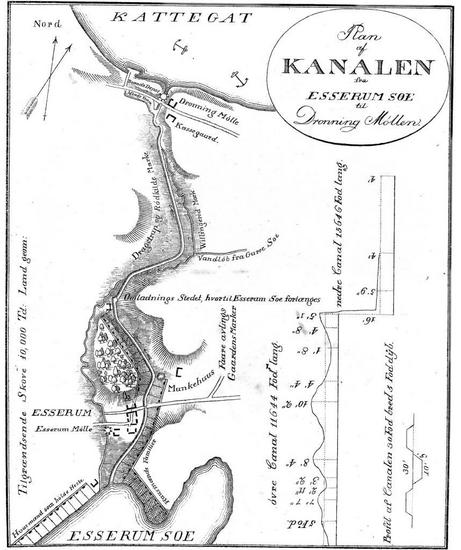
Plan de la rivière Esrum Å et du canal.